# Tokyo Indoor 1995
Il Tokyo Indoor 1995 è stato un torneo di tennis giocato sintetico indoor. È stata la 18ª edizione del Tokyo Indoor, che fa parte della categoria Championship Series nell'ambito dell'ATP Tour 1995. Si è giocato a Tokyo in Giappone dal 9 al 15 ottobre 1993.

## Campioni

### Singolare maschile
Michael Chang ha battuto in finale  Mark Philippoussis con il punteggio di 6–3, 6–4

### Doppio maschile
Jacco Eltingh /  Paul Haarhuis hanno battuto in finale  Jakob Hlasek /  Patrick McEnroe con il punteggio di 7–6, 6–4